# El gato negro (película de 1941)
The Black Cat (en España: El gato negro) es una película de terror estadounidense, rodada en 1941, dirigida por Albert S. Rogell y protagonizada por Basil Rathbone, Hugh Herbert, Broderick Crawford y Bela Lugosi. Está basada en el cuento El gato negro del escritor Edgar Allan Poe. El actor Bela Lugosi también protagonizó la versión de 1934.

## Sinopsis
La anciana Henrietta Winslow vive en una solitaria mansión con su ama de llaves y sus queridos gatos. A medida que falla su salud, los codiciosos parientes se reúnen esperando su muerte.

## Reparto
- Basil Rathbone - Hartley
- Hugh Herbert - Sr. Penny
- Broderick Crawford - Hubert Smith
- Bela Lugosi - Eduardo
- Gale Sondergaard - Abigail Doone
- Cecilia Loftus - Henrietta Winslow
- Claire Dodd - Margaret Gordon
- John Eldredge - Stanley Borden
- Alan Ladd - Richard Hartley